# Pierwyj kanał Jewrazija
Pierwyj kanał Jewrazija (Первый канал Евразия) – kazachska stacja telewizyjna. Rozpoczęła nadawanie 17 listopada 1997 na kazachskich częstotliwościach rosyjskiej telewizji ORT.